# The Voice Kids (seizoen 4)
Het vierde seizoen van The Voice Kids, een Nederlandse talentenjacht, werd van 14 februari 2015 tot en met 11 april 2015 uitgezonden door RTL 4. De presentatie lag ook dit seizoen weer in handen van Martijn Krabbé en Wendy van Dijk. De coaching van de kandidaten werd net als in seizoenen 1, 2 en 3 in handen genomen door Angela Groothuizen, Nick & Simon en Marco Borsato. Deelname stond uitsluitend open voor kinderen in de leeftijd van acht tot en met veertien jaar.

## The Blind Auditions
De deelnemers startten in de "blinde" auditie: De coaches zaten met hun rug naar het podium, zodat ze de kandidaten alleen konden beoordelen op basis van hun stem. Indien een jurylid enthousiast was over een deelnemer, drukte het jurylid op een knop waardoor diens stoel omdraaide. Wanneer meerdere juryleden dit deden, bepaalde de kandidaat bij welke coach hij in het team kwam.

## De Battle
Legenda:
| Coach              | Battle | Kandidaat 1 | Kandidaat 2 | Kandidaat 3 | Liedje                                          |
| ------------------ | ------ | ----------- | ----------- | ----------- | ----------------------------------------------- |
|                    |        |             |             |             |                                                 |
| Angela Groothuizen | 1      | Britney     | Marijn      | Sam         | I Still Haven’t Found What I’m Looking For (U2) |
| Angela Groothuizen | 2      | Davy        | Jerome      | Numidia     | Stay With Me (Sam Smith)                        |
| Angela Groothuizen | 3      | Emerance    | Lara        | Shanelle    | Happy (Pharrell Williams)                       |
| Angela Groothuizen | 4      | Fienne      | Rafke       | Sam         | A Sky Full Of Stars (Coldplay)                  |
| Angela Groothuizen | 5      | Joy         | Kyra        | Meike       | Strong (London Grammar)                         |
|                    |        |             |             |             |                                                 |
| Marco Borsato      | 1      | Bogus       | Simon       | Stan        | Rude (MAGIC!)                                   |
| Marco Borsato      | 2      | Carmen      | Isabella    | Robin       | Dedication To My Ex (Lloyd)                     |
| Marco Borsato      | 3      | Chloe       | Florence    | Luuk        | Speeltuin (Marco Borsato)                       |
| Marco Borsato      | 4      | Karel       | Mats        | Redouan     | Liar Liar (Cris Cab)                            |
| Marco Borsato      | 5      | Sam         | Shidainy    | Silke       | Watcha Say (Jason Derulo)                       |
|                    |        |             |             |             |                                                 |
| Nick & Simon       | 1      | Bart        | Noa         | Stef        | Liever dan lief (Doe Maar & Gers Pardoel)       |
| Nick & Simon       | 2      | Deniek      | Emanuela    | Geranne     | Home (Dotan)                                    |
| Nick & Simon       | 3      | Isis        | Kaylee      | Nanouk      | Best Of My Life (American Authors)              |
| Nick & Simon       | 4      | Jennifer    | Robine      | Uma         | What Goes Around (Justin Timberlake)            |
| Nick & Simon       | 5      | Liz         | Lucas       | Rosy        | You And I (One Direction)                       |
|                    |        |             |             |             |                                                 |

## The Sing-off
Legenda:
| Coach              | # | Kandidaat | Liedje                                         |
| ------------------ | - | --------- | ---------------------------------------------- |
|                    |   |           |                                                |
| Angela Groothuizen | 1 | Britney   | Zombie (The Cranberries)                       |
| Angela Groothuizen | 2 | Joy       | Clocks (Coldplay)                              |
| Angela Groothuizen | 3 | Lara      | Mercy (Duffy)                                  |
| Angela Groothuizen | 4 | Numidia   | It’s Time (Imagine Dragons)                    |
| Angela Groothuizen | 5 | Rafke     | Ho Hey (The Lumineers)                         |
|                    |   |           |                                                |
| Marco Borsato      | 1 | Bogus     | I Don’t Want To Be (Gavin Degraw)              |
| Marco Borsato      | 2 | Florence  | Als Jij Maar Van Me Houdt (Jada Borsato)       |
| Marco Borsato      | 3 | Redouan   | Nobody’s Perfect (Jessie J)                    |
| Marco Borsato      | 4 | Robin     | At Last (Etta James)                           |
| Marco Borsato      | 5 | Sam       | Soulmate (Natasha Bedingfield)                 |
|                    |   |           |                                                |
| Nick & Simon       | 1 | Deniek    | Clarity (Zedd)                                 |
| Nick & Simon       | 2 | Kaylee    | Girl On Fire (Alicia Keys)                     |
| Nick & Simon       | 3 | Lucas     | Year Of Summer (Wildstylez & Niels Geuzebroek) |
| Nick & Simon       | 4 | Robine    | Knocked Out (Trijntje Oosterhuis)              |
| Nick & Simon       | 5 | Stef      | Onderweg (Abel)                                |
|                    |   |           |                                                |

## De Finale

### De Top 6
Legenda:
| Coach              | # | Kandidaat | Liedje                               |
| ------------------ | - | --------- | ------------------------------------ |
|                    |   |           |                                      |
| Angela Groothuizen | 1 | Joy       | Take Me To Church (Hozier)           |
| Angela Groothuizen | 2 | Numidia   | All About That Bass (Meghan Trainor) |
|                    |   |           |                                      |
| Marco Borsato      | 1 | Redouan   | Problem (Ariana Grande)              |
| Marco Borsato      | 2 | Robin     | Feeling Good (Michael Bublé)         |
|                    |   |           |                                      |
| Nick & Simon       | 1 | Lucas     | Teen Feet Tall (Afrojack)            |
| Nick & Simon       | 2 | Robine    | Thinking Out Loud (Ed Sheeran)       |
|                    |   |           |                                      |

### De Top 3
Legenda:
| Coach              | # | Kandidaat | Liedje                                       |
| ------------------ | - | --------- | -------------------------------------------- |
|                    |   |           |                                              |
| Angela Groothuizen | 1 | Joy       | Chandelier (Sia)                             |
|                    |   |           |                                              |
| Marco Borsato      | 1 | Robin     | It's a Man's Man's Man's World (James Brown) |
|                    |   |           |                                              |
| Nick & Simon       | 1 | Lucas     | Against All Odds (Phil Collins)              |
|                    |   |           |                                              |